# Cyrilla racemiflora

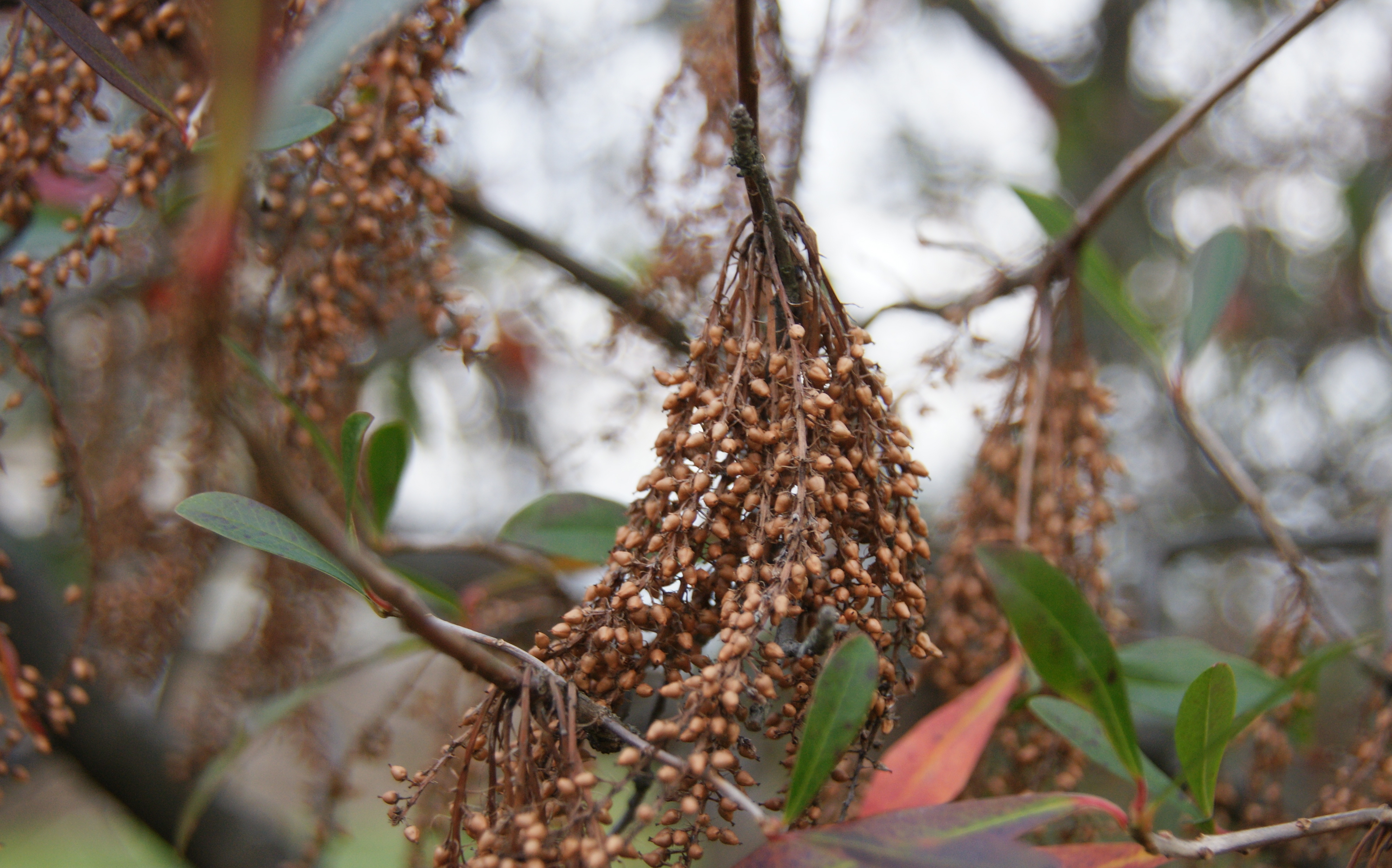
Fruchtstand

Cyrilla racemiflora ist eine Pflanzenart aus der Familie der Cyrillaceae und die einzige Art der Gattung Cyrilla. Der Gattungsname ehrt den italienischen Staatsmann, Arzt und Botaniker Domenico Cirillo (Cyrillus) (1739–1799).

## Beschreibung
Cyrilla racemiflora ist ein immergrüner oder laubabwerfender kleiner Baum oder Strauch der bis über 9 Meter hoch wird, er bleibt aber meist deutlich kleiner. Der Stammdurchmesser erreicht über 30 Zentimeter. Die Borke ist im Alter schuppig. Die ledrigen, ganzrandigen und kurz gestielten Laubblätter sind wechselständig. Sie sind verkehrt-eiförmig und spitz bis stumpf.
Es werden zylindrische und schlanke, kurze Trauben gebildet. Die duftenden, zwittrigen und gestielten Blüten sind fünfzählig mit doppelter Blütenhülle. Der Blütenstiel weist zwei dauerhafte Vorblätter auf, die weißen Kronblätter sind verdickt und auf der Oberseite in der Mitte und unterhalb der Mitte mit Drüsen besetzt. Die fünf kurzen Staubblätter stehen antepetal, die Staubfäden sind pfriemlich. Der oberständige, zweikammerige Fruchtknoten ist zwei- bis vierfächrig, mit ein bis drei hängenden Samenanlagen pro Fach, der dauerhafte Griffel ist kurz und weist zwei bis vier kurze Griffeläste auf. Die kleine Frucht mit beständigem Kelch ist längsgefurcht, je Fach findet sich ein Samen, häufig fehlen die Samen auch.
Die Chromosomenzahl beträgt 2n = 40.

## Verbreitung
Die Art findet sich vom nördlichen Südamerika bis in den Südosten der USA inklusive der Karibik.

## Systematik
Die 1753 von Carl von Linné nach einer Beschreibung von Alexander Garden erstbeschriebene Art wurde zeitweise in bis zu elf einzelne Arten aufgeteilt, die von J. L. Thomas 1960 aber sämtlich zurückgewiesen wurden, die Gattung wird seither als monotypisch verstanden. Gemeinsam mit der Gattung Cliftonia bildet Cyrilla die Familie der Cyrillaceae. Da auch Cliftonia monotypisch ist, umfasst die Familie so nur zwei Arten.